# رودلف ماغنوس
رودلف ماغنوس (بالألمانية: Rudolf Magnus)‏ هو عالم أدوية وطبيب ألماني، ولد في 2 نوفمبر 1873 في براونشفايغ في ألمانيا، وتوفي في 25 يوليو 1927 في Pontresina ‏ في سويسرا.